# European Union Public License
La Licencia Pública de la Unión Europea (su acrónimo EUPL del inglés European Union Public License) es una licencia de software libre y copyleft creada por la Unión Europea para una previsible liberación de programas pertenecientes a las administraciones públicas.
La EUPL se ha elaborado en el marco de IDABC, programa de la Comunidad Europea cuyo objetivo es promover la prestación interoperable de servicios de administración electrónica europea a las administraciones públicas, las empresas y los ciudadanos. La licencia EUPL original se estableció para aplicarla al software que funcionaba bajo estos objetivos de IDABC.
Ha sido redactada teniendo en cuenta que ha de ser legalmente válida en todos los idiomas oficiales de la Unión Europea y debe considerar todas las particularidades de las leyes individuales de cada país miembro. Se ha tenido en cuenta para ser compatible con la mayor parte de las licencias de software libre y de código abierto (FOSS) y que pueda ser fácilmente adaptada a licencias más restrictivas si el software desarrollado se combina con otras licencias como pudiera ser, por ejemplo, la GPLv3 (GNU General Public License versión 3).

## Versiones de la EUPL
- European Union Public Licence v.1.0 Aprobada por la Comisión Europea en enero de 2007 en inglés, francés y alemán. Aprobada por la Comisión Europea en enero de 2008 en las otras 19 lenguas europeas.
- European Union Public Licence v.1.1 Aprobada por la Comisión Europea en enero de 2009 introduciendo ciertas aclaraciones en el texto para todas las versiones lingüísticas.
- European Union Public Licence v.1.2 Aprobada por la Comisión Europea en mayo de 2017 incluyendo algunos ajustes en la redacción y simplificaciones para adaptarla a las denominaciones oficiales.

## Filosofía
En un artículo presentado para debate en noviembre de 2023, " The seven pillars of wisdom ", publicado en el marco de la adopción del Reglamento para una Europa Interoperable (Interoperable Europe Act), el autor de EUPL-1.2 da algunas explicaciones sobre los principios rectores del texto de la EUPL. 
La Comisión Europea proporciona directrices EUPL (2001).

## Compatibilidad con otras licencias
Es una licencia compatible con la GNU GPL y otras licencias copyleft gracias a la cláusula de compatibilidad referida en el artículo 5, en el que establece que si una persona distribuye trabajos derivados a la vez del trabajo original y de otro con una licencia compatible, esa persona podrá publicar el trabajo derivado bajo esa licencia compatible.
En el apéndice se citan las licencias compatibles con EUPL:
- Apache License v1.1, v2
- Apple Public Source License (APSL) v2.0
- BSD License
- Creative Commons Attribution-ShareAlike v3.0 Unported (CC BY-SA 3.0) [nota 1]
- GNU Affero General Public License (AGPL) v3
- GNU General Public License (GPL) v2, v3 [nota 2]
- GNU Lesser General Public License (LGPL) v2.1, v3
- Open Software License (OSL) v2.1, v3.0
- PHP License v3.0
- PostgreSQL License
- Python License v2.0
- Sun Public License (SPL)
- Sybase Open Watcom Public License (Watcom) v1.0
- University of Illinois/NCSA Open Source License (UIUC)
- W3C Software Notice and License
- Zlib License
- MIT License
- Mozilla Public License (MPL) v2
- IBM Public License (IPL) v1.0
- Microsoft Public License (Ms-PL)
- Microsoft Reciprocal License (Ms-RL)
- NASA Open Source Agreement (NOSA) v1.3
- Nokia Open Source License (NOKOS) v1.0a
- CeCILL v2.0, v2.1
- European Union Public Licence (EUPL) v1.1, v1.2
- Québec Free and Open-Source Licence - Reciprocity (LiLiQ-R) o Strong Reciprocity (LiLiQ-R+)
- Eclipse Public License (EPL) v1.0

Además, queda reservado el derecho a actualizar dicho apéndice con versiones posteriores de las licencias mencionadas sin presentar una nueva versión de la EUPL, siempre que éstas continúen contemplando los derechos reconocidos en el artículo 2 de la licencia y protejan de la apropiación exclusiva el código fuente cubierto.